# Contea di Zhengning
La contea di Zhengning è una contea della Cina, situata nella provincia del Gansu.